# Del Rey
Del Rey – dzielnica w zachodniej części Los Angeles. W 2008 roku szacowano liczbę mieszkańców na 32 976 osób. Położona w centrum Westside. Jej granice wyznaczają w przybliżeniu Washington Boulevard, Lincoln Boulevard, Sawtelle Boulevard oraz cieki wodne: Ballona Creek i Centinela Creek. Od zachodu graniczy z Venice i osadą (Census-designated place) Marina del Rey, od południa z Playa Vista, od wschodu i północy z Culver City.
Nazwa dzielnicy pochodzi od słonych mokradeł Del Rey. Zamieszkana jest przez liczną mniejszość japońską, która zaczęła się osiedlać po II wojnie światowej i w latach 50. Znajduje się tutaj świątynia buddyjska i centrum społeczności japońskiej.